# NGC 4854
NGC 4854 is een lensvormig sterrenstelsel in het sterrenbeeld Hoofdhaar. Het hemelobject werd op 24 april 1865 ontdekt door de Duits-Deense astronoom Heinrich Louis d'Arrest.

## Synoniemen
- MCG 5-31-49
- ZWG 160.70
- DRCG 27-58
- PGC 44502